# Мамсуров, Темирболат Османович
Темирбола́т Осма́нович Ма́мсуров (осет. Мамсыраты Осмӕны фырт Темырболат, 1845 год, Российская империя — 1898 год, Османская империя) — осетинский поэт. Считается первым осетинским поэтом и родоначальником осетинской литературы.

## Биография
Родился в 1845 году в родовом селении осетинских аристократов Мамсуровых. В 1857 года поступил на учёбу в Петербургском кадетском корпусе, который окончил в 1860 году. С 1860 года служил в Чугуевском 11-м уланском полку в чине старшего лейтенанта. В 1865 году ушёл с военной службы. Под влиянием своего дяди генерала-майора Мусы Кундухова, организовавшего переселение мусульманских горцев-мухаджиров и по настоянию матери переехал в султанскую Турцию, где он сделал с помощью дяди военную карьеру.
Скончался в 1898 году в Османской империи.

## Литературное творчество
В эмиграции стал заниматься поэтической деятельностью, основной темой которой были трагическая судьба горцев-переселенцев и любовь к родине. Написал одно из самых известных среди осетинского народа стихотворений «Думы».
Первые стихотворения были опубликованы в 1881 году академиком Всеволодом Миллером в книге под названием «Сагъӕстӕ».
Научный коллектив сборника «Очерки истории осетинской литературы» считает его родоначальником осетинской литературы:

«Если опустить факты литературного развития на подступах к профессиональному художественному творчеству, то начало осетинской литературы следует вести от поэзии Темирбылота Мамсурова».

В 1920 году глава турецкой дипломат Бекирбей Сами, который был сыном Муссы Кундухова, передал осетинскому историческому обществу во Владикавказе, машинопись Темирболата Мамсурова под названием «Осетинские песни. Написал Темирболат Мамсуров. Турция, Анатолия, Батманташ. 1868—1898 годы».
Некоторые осетинские литературоведы, ссылаясь на эту машинопись, считают Темирболата Мамсурова первым осетинским поэтом.
Основные произведения
- Сагъӕстӕ (Думы)
- Авдӕны зарӕг (Колыбельная песня)

Издания
- Сборник стихотворений. — Сталинир: Госиздат Юго-Осетии, 1947. — 30 с.
- Мамсыраты Темырболат. Ирон зарджытӕ (Осетинские песни) (осет.). — Цхинвал: Хуссар Ирыстоны Рауагъады Чингуыты Сектор, 1965. — 48 с.
- Ирон зарджытӕ. Орджоникидзе, 1982.